# Stephen South
Stephen South (1952. február 19.) brit autóversenyző.

## Pályafutása
1977-ben megnyerte a brit Formula–3-as bajnokságot.
1978-ban és 1979-ben részt vett az európai Formula–2-es bajnokság futamain. 78-ban mindössze három pontot szerzett, és csak a tizenhatodik helyen végzett a pontversenyben, 79-ben egy futamgyőzelmet is szerzett, valamint többször is állt a dobogón; végül ötödikként zárta a szezont.
1980-ban egy versenyen szerepelt a Formula–1-es világbajnokságon. South a sérült Alain Prostot helyettesítette a McLaren csapatánál a nyugat-amerikai nagydíjon. A kvalifikáción nem jutott túl, így nem rajtolhatott el a futamon. Pályafutása még ebben az évben véget ért, miután a CanAm sorozat egy versenyén súlyos balesetet szenvedett, és egyik lábát részben amputálni kellett.

## Eredményei

### Teljes Formula–1-es eredménylistája
(Táblázat értelmezése)

(Félkövér: pole-pozícióból indult; dőlt: leggyorsabb kört futott) 

| Év   | Csapat                | Modell      | Motor       | 1   | 2   | 3   | 4      | 5   | 6   | 7   | 8   | 9   | 10  | 11  | 12  | 13  | 14  | Helyezés | Pont |
| ---- | --------------------- | ----------- | ----------- | --- | --- | --- | ------ | --- | --- | --- | --- | --- | --- | --- | --- | --- | --- | -------- | ---- |
| 1980 | Marlboro Team McLaren | McLaren M29 | Cosworth V8 | ARG | BRA | RSA | USW Nk | BEL | MON | FRA | GBR | GER | AUT | NED | ITA | CAN | USA | -        | 0    |

## Fordítás
- Ez a szócikk részben vagy egészben  a   Stephen South című angol Wikipédia-szócikk fordításán alapul.  Az eredeti cikk szerkesztőit annak laptörténete sorolja fel. Ez a jelzés csupán a megfogalmazás eredetét és a szerzői jogokat jelzi, nem szolgál a cikkben szereplő információk forrásmegjelöléseként.

## Külső hivatkozások
- Profilja a statsf1.com honlapon (angolul)